# Théâtre Verdi (Florence)
 (mai 2024).
La mise en forme du texte ne suit pas les recommandations de Wikipédia : il faut le « wikifier ».
Les points d'amélioration suivants sont les cas les plus fréquents. Le détail des points à revoir est peut-être précisé sur la page de discussion.
- Les titres sont pré-formatés par le logiciel. Ils ne sont ni en capitales, ni en gras.
- Le texte ne doit pas être écrit en capitales (les noms de famille non plus), ni en gras, ni en italique, ni en « petit »…
- Le gras n'est utilisé que pour surligner le titre de l'article dans l'introduction, une seule fois.
- L'italique est rarement utilisé : mots en langue étrangère, titres d'œuvres, noms de bateaux, etc.
- Les citations ne sont pas en italique mais en corps de texte normal. Elles sont entourées par des guillemets français : « et ».
- Les listes à puces sont à éviter, des paragraphes rédigés étant largement préférés. Les tableaux sont à réserver à la présentation de données structurées (résultats, etc.).
- Les appels de note de bas de page (petits chiffres en exposant, introduits par l'outil «  Source ») sont à placer entre la fin de phrase et le point final[comme ça].
- Les liens internes (vers d'autres articles de Wikipédia) sont à choisir avec parcimonie. Créez des liens vers des articles approfondissant le sujet. Les termes génériques sans rapport avec le sujet sont à éviter, ainsi que les répétitions de liens vers un même terme.
- Les liens externes sont à placer uniquement dans une section « Liens externes », à la fin de l'article. Ces liens sont à choisir avec parcimonie suivant les règles définies. Si un lien sert de source à l'article, son insertion dans le texte est à faire par les notes de bas de page.
- La présentation des références doit suivre les conventions bibliographiques. Il est recommandé d'utiliser les modèles {{Ouvrage}}, {{Chapitre}}, {{Article}}, {{Lien web}} et/ou {{Bibliographie}}. Le mode d'édition visuel peut mettre en forme automatiquement les références.
- Insérer une infobox (cadre d'informations à droite) n'est pas obligatoire pour parachever la mise en page.

Pour une aide détaillée, merci de consulter Aide:Wikification.
Si vous pensez que ces points ont été résolus, vous pouvez retirer ce bandeau et améliorer la mise en forme d'un autre article.
Le Teatro Verdi est un théâtre historique de Florence, situé dans le bloc de maisons entre la via Ghibellina, la via Verdi, la via dei Lavatoi et la via dell'Isola delle Stinche.

## Histoire

### Premières étapes
Le Théâtre Verdi, initialement appelé Théâtre Pagliano, prend ce nom en 1901. Il se trouve sur le site où fut autrefois construite la prison de Stinche (it). Sur le même site se trouvait également un lavoir de l'Arte della Lana.
Utilisé comme prison pendant cinq cents ans, le bâtiment fut vendu par décret grand-ducal en août 1833 puis acheté par MM. Giovacchino Faldi, Cosimo Canovetti, Giuseppe Galletti et Michele Massai. Ils procédèrent à sa transformation sous la forme du grand bâtiment actuel entre 1834 et 1839, confiant la direction des travaux à l'architecte Francesco Leoni avec l'aide du architecte Luigi Manetti. À la fin des travaux, la structure s'est développée sur quatre étages, en partie occupés  par des pièces et des ateliers, et caractérisés à la fois par la présence d'un grand manège, et une salle pour la Société Philharmonique au premier étage, avec douze zones de service.

### Le Théâtre Pagliano
Vers 1850, dans ces dernières zones agrandies pour inclure quelques appartements, fut construit un théâtre grandiose, conçu et réalisé par l'architecte Telemaco Buonaiuti et à l'initiative de l'entrepreneur Girolamo Pagliano. Ainsi fut créé un théâtre de forme ovoïde ayant une grande salle qui, entre les gradins et ses six étages de loges, pouvait accueillir environ quatre mille spectateurs. Les peintres Luigi Dell'Era et Cesare Maffei ont travaillé sur les intérieurs, tandis que le rideau, représentant Le Défi de Barletta, a été réalisé par Bandinelli.
Bien que inachevé, il fut officiellement inauguré le 10 septembre 1854 avec l'opéra Rigoletto de Verdi : même si l'opéra fut un échec, la nouvelle structure théâtrale fut très appréciée et se caractérise par des saisons basées sur des performances lyriques et dramatiques présentées par des compagnies très populaires. Dans l'ensemble, en raison de la taille de la scène et de sa capacité globale, c'était l'un des plus grands théâtres italiens, certainement l'un des rares à permettre la mise en scène de spectacles musicaux même complexes et grandioses.
Les années suivantes, toujours sous la direction de Pagliano, les représentations du répertoire et des nouveaux opéras se poursuivent ; le théâtre a également accueilli de nombreuses fêtes et initiatives importantes à caractère patriotique et civil comme celle de soutien à l'Expédition des Mille de Giuseppe Garibaldi (1859), un concert pour l'unification de l'Italie (1861) et une manifestation pour demander l'abolition de la peine de mort (1864) : de grands interprètes et des spectateurs importants y participèrent. 
En 1865, un incendie mit à l'épreuve la structure du théâtre, jusqu'à ce que Pagliano, en raison des nombreuses dettes contractées, se fasse exproprier le Théâtre en 1868, sans toutefois interrompre l'activité. La tradition veut que le théâtre Pagliano soit mentionné indirectement dans le texte du livre Pinocchio, écrit par Carlo Lorenzini dit Collodi, en décrivant le « requin » qui avale d'abord Geppetto puis Pinocchio, il en parle dans le chapitre XXIV. Le requin n'était autre que Girolamo Pagliano, connu pour être également un usurier, avec qui, peut-être, il s'était endetté avec le célèbre écrivain et journaliste Carlo Lorenzini, dit Collodi. La description du « bâtiment » correspond parfaitement à celle qui abrite encore aujourd'hui le Théâtre Verdi.

### Théâtre Verdi

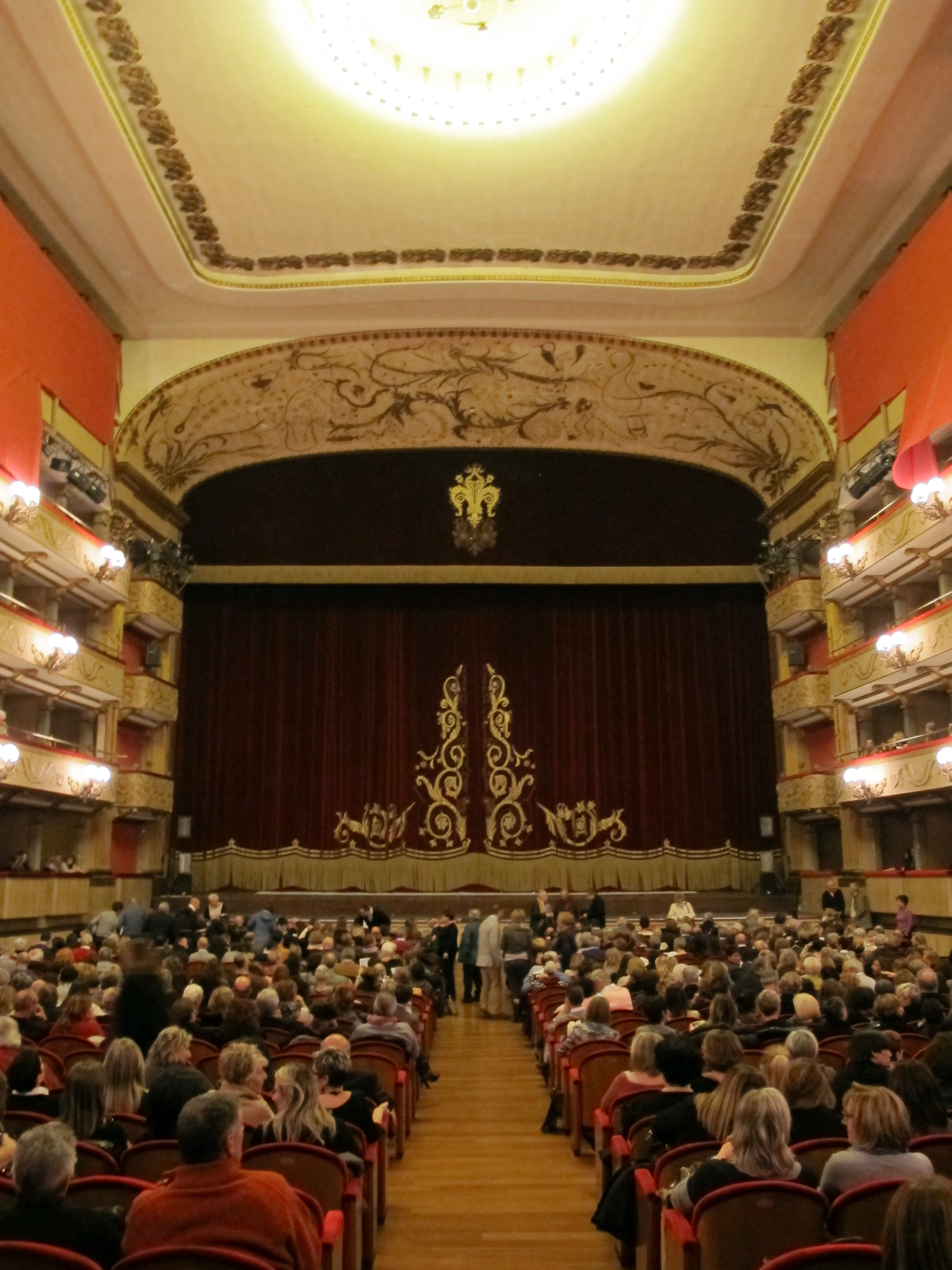
Intérieur.

Des années ont suivi au cours desquelles la propriété a changé de mains. À partir de 1901, après avoir été baptisé du nom de Luigi Cherubini, il prit le nom de Teatro Verdi et, au fil du temps, il s'adapta, en raison de l'évolution des goûts du public, pour accueillir les événements et les spectacles les plus variés, y compris cinématographiques. Parmi les chefs d'orchestre les plus célèbres du XIXe siècle qui ont dirigé au Verdi à Florence, il y a le Maestro Antonino Palminteri, présent sur le podium Verdi lors de la saison théâtrale entre 1901 et 1902, portant sur scène des œuvres telles que : La Bohème de Giacomo Puccini et I Lombardi de Giuseppe Verdi. Les résultats des représentations ont été excellents et très appréciés. En 1908, eut lieu la première mondiale de Rhéa de Spiro Samara avec Edoardo Garbin et en 1914 de La giostra dei falchi de Domenico Monleone. Dans l'entre-deux-guerres, le théâtre, avec Raffaello Castellani, accueillit des opérettes et les premiers grands acteurs du XXe siècle. Après la pause de la Première Guerre mondiale, le théâtre reprit son activité à l'initiative de la Société des Travailleurs du Théâtre et, dans les vingt ans entre les deux guerres, sa programmation se caractérisa par des comédies en langue vernaculaire et des spectacles de variétés dans lesquels la compagnie Riccioli-Primavera était le protagoniste.

### Les rénovations duXXesiècle

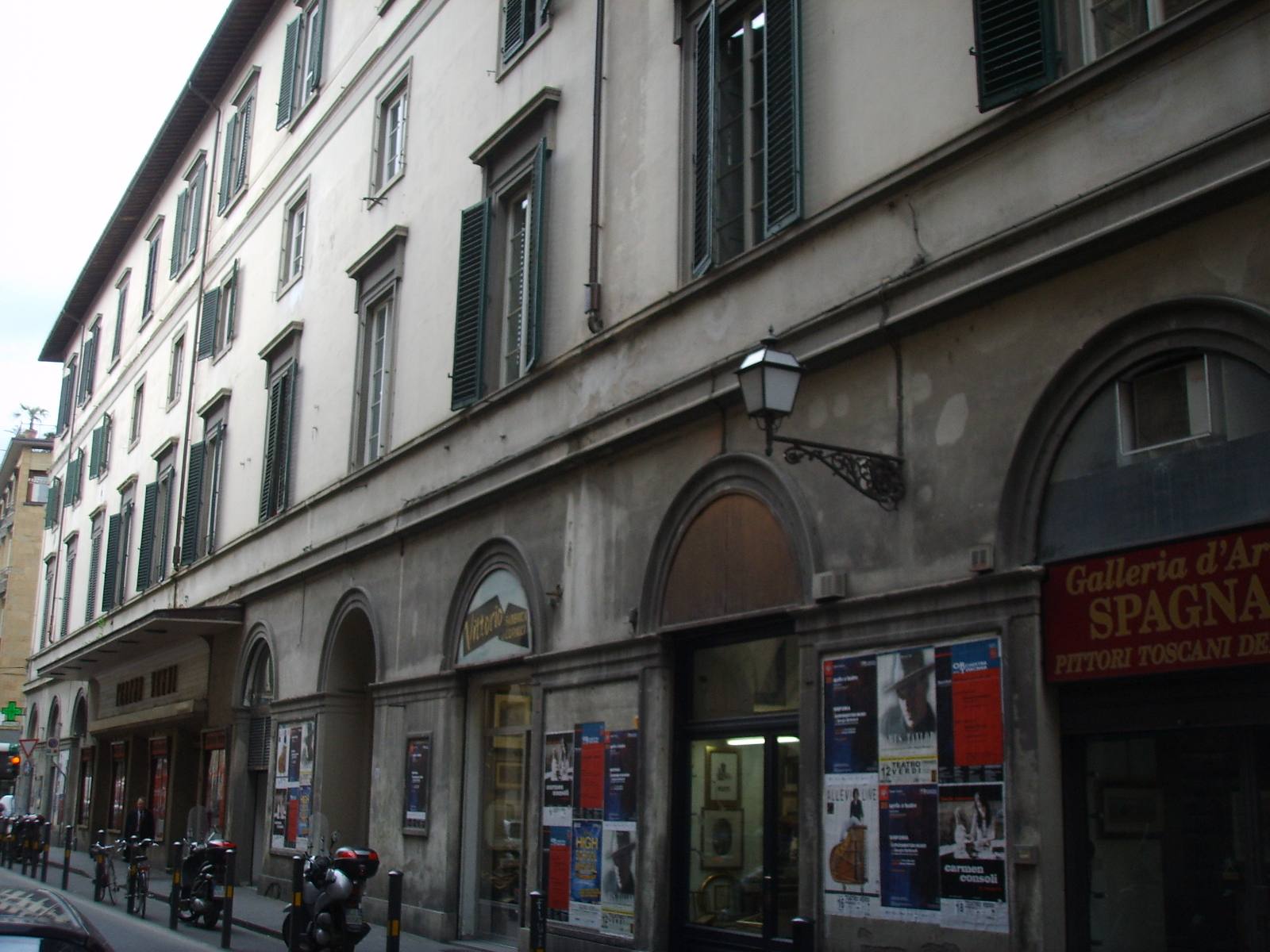
Le théâtre Verdi.

En 1949-1950, le théâtre et ses environs furent entièrement rénovés. Sur la base d'un projet des architectes Nello Baroni et Maurizio Tempestini, les anciennes structures, aujourd'hui dans un état d'obsolescence avancé, ont été consolidées, tout en respectant les décorations intérieures et l'agencement général du XIXe siècle, la capacité de la salle a été augmentée, donnant une répartition plus rationnelle des sièges et enfin le théâtre fut doté d'annexes plus grandes et mieux réparties. De cette intervention remonte la conception actuelle de l'entrée principale de la Via Ghibellina, avec des formes résolument modernes, ainsi que divers bas-reliefs décoratifs toujours placés dans les espaces intérieurs par le sculpteur Giannetto Mannucci. Les années 1960 voient l’ouverture à [a  musique pop et aux stars internationales.
D'autres travaux de rénovation ont été réalisés pour remédier aux dégâts causés par les inondations de 1966 et enfin, après 1985, pour adapter la structure aux normes de sécurité en vigueur, sur des projets élaborés par les ingénieurs Giancarlo De Renzis, Giancarlo Martarelli et l'architecte Claudio Ruffilli. 
En 1998, la structure a été acquise par la Fondation de l'Orchestre régional de Toscane. En 2004, pour le 150e  anniversaire de l'ouverture, des interventions ont été réalisées pour améliorer tant l'esthétique que l'acoustique, cette dernière obtenue également grâce au nouveau parquet, aux nouveaux sièges et à la nouvelle chambre acoustique pour l'orchestre.

## La programmation
Depuis la dernière période d'après-guerre, le théâtre, qui a souvent accueilli les événements du Maggio Musicale Fiorentino pendant les périodes de fermeture du Teatro comunale, a accru son activité en tant que cinéma et avec une programmation théâtrale caractérisée par des divertissements légers. Les artistes les plus importants de ce genre théâtral se sont produits au Verdi : de Totò à Wanda Osiris, de Macario à Walter Chiari. Malgré cette vocation principale, le théâtre s'est également caractérisé par une programmation très prestigieuse et réussie comme les ballets de Maurice Béjart et Roland Petit et les premières nationales de spectacles de Carmelo Bene. 
Le théâtre, devenu le siège de la Fondation de l'Orchestre régional de Toscane, a repris de manière décisive son rôle important dans la vie culturelle florentine avec une programmation qui, en plus des spectacles traditionnels, s'est élargie pour inclure des saisons de concerts organisés par l'ORT et propose des expériences d'implication des écoles de la ville dans des initiatives d'enseignement et de formation musicale.

## Description
Le bâtiment de la Via Verdi présente une façade en retrait par rapport aux autres bâtiments donnant sur la rue. Par rapport au côté de la via Ghibellina, c'est celui qui a la plus grande extension, avec ses quinze axes et avec le rez-de-chaussée marqué par une succession d'arcs adaptés comme portes, un accès aux activités commerciales, sorties de secours du théâtre. L'état de conservation de la façade est médiocre.

### Salle
Les spectateurs peuvent compter sur 1 538 places, réparties comme suit : 806 places dans le parterre, 130 places en tribune et 602 places dans les 6 rangées de parcs disponibles. La scène mesure 14 mètres de profondeur et 18 mètres de largeur, avec une pente de 5 %. 
La fosse d'orchestre mesure 16 mètres sur 4. Le cadre de scène mesure 17 mètres de large et 12 mètres de haut. L'avant-scène a 2 mètres de profondeur, la scène s'élève à 1,5 mètre par rapport aux stalles. Les cintres sont situés à une hauteur de 18 mètres, mesure 18 de largeur, 15 de longueur et est équipée de poulies en bois ; l'accès est desservi par des escaliers et un ascenseur. Les sept loges et les deux chambres d'artistes sont accessibles depuis la via Isola delle Stinche où se trouve également une infirmerie.